# Aloe engleri
Aloe engleri é uma espécie de liliopsida do gênero Aloe, pertencente à família Asphodelaceae.